# Elophila gyralis
Elophila gyralis là một loài bướm đêm trong họ Crambidae.